# Фуріта
Фрітер (フ リ ー タ ー furītā) (інші варіанти написання: furītā, furiita, freeta, furiitaa, або furitaa) — японський термін, що позначає юнаків, що живуть на дохід від непостійного заробітку, або безробітних (винятком є домогосподарки і студенти). У первинному варіанті термін включав в себе випускників шкіл, які усвідомлено не бажали ставати офісними службовцями.
Фрітерство так само може позначати роботу на неповний робочий день або ж фриланс. Після закінчення школи фрітери вирішують не вступати до університету, а стають низькокваліфікованим персоналом.
Термін freeta був вперше вжитий в 1987—1988 роках, і був злиттям англійського слова free (або, можливо, freelance) і німецького слова Arbeiter («робочий»). Японське слово Arubaito є запозиченням німецького слова Arbeiter. Так як до Другої світової війни німецька мова (нарівні з англійською) широко використовувався в університетах Японії (особливо в областях науки і медицини), Arubaito стало широко поширеним серед японських студентів словом, що позначає підробіток.

## Наш час
Навесні 2000 року близько 10 % випускників шкіл і університетів не змогли знайти постійну роботу, і більше 50 % з тих, хто знайшов підробіток, звільнилися протягом наступних трьох років.
З 2000 по 2009 рік число фрітерів значно зросло. У 1982 році налічувалося 500 тисяч фрітерів, в 1987—700 тисяч, 1 мільйон — в 1992 році і 1,5 мільйона — в 1997. У 2002 році число фрітерів зросло до 2,2 мільйона. За деякими оцінками, в 2010 році в Японії налічувалося близько 10 мільйонів фрітерів.
Багато японців стурбовані впливом фрітерів на стан японського суспільства. Фрітери зазвичай працюють в універмагах, супермаркетах, ресторанах і на інших низькооплачуваних і низькокваліфікованих роботах. Згідно з результатами дослідження, проведеного Інститутом зайнятості населення Японії в 2002 році, стандартне робочий час фрітера становить 4,9 дня на тиждень з оплатою в 139 тисяч єн на місяць (1300 $). 2/3 фрітерів ніколи не мали роботи з повною зайнятістю.
Розвиток інтернет-бізнесу дало фрітерам можливість працювати на себе. Деякі експерти кажуть, що брак робочих, викликана старінням населення в Японії, створить вигідні умови в пошуку роботи для фрітерів.

## Причини
Згідно Інститутові зайнятості населення Японії, фрітери діляться на три групи. Перший тип — ті, хто хочуть відстрочити початок своєї кар'єри; другий тип — ті, хто хочуть здійснити свою мрію, яка несумісна з принципами японського суспільства; третій тип — ті, які не можуть знайти роботу перед випуском з університету. В Японії існує система, за якої великі компанії наймають студентів останнього курсу ще за рік до випуску , і тим, хто не зміг знайти роботу в цей період, згодом дуже важко бути найнятим в компанію. Іноді, це навіть призводить до виключення з університету. Для тих, хто був виключений зі школи, ситуація ускладнюється.

## Наслідки

### Труднощі в організації власного побуту
Багато фрітерів живуть з батьками як паразити-одиночки. Японські батьки зазвичай не змушують своїх дітей почати самостійне життя. Коли батьки вмирають, дітям-фрітерам доводиться самостійно платити за житло.
Японські квартири часто бувають занадто маленькими для проживання двох сімей. Відповідно, якщо фрітери хочуть одружитися, вони повинні знайти нове житло, оплачуване за свій рахунок, а не за рахунок батьків.

### Труднощі в побудові кар'єри
Початок кар'єри може бути скрутним для колишніх фрітерів, оскільки японські компанії віддають перевагу випускникам зі школи/університету, наймолодшим працівникам. Великі традиційні японські компанії розцінюють нового працівника як інвестиції в подальший розвиток компанії, тому вони намагаються найняти молодий персонал, який зможе довше працювати на компанію і легше прийме її правила.
Часто єдиним варіантом для фрітерів залишається продовжувати працювати на низькооплачуваних професіях, що є серйозною перепоною для становлення їх власного побуту. Деякі фрітери стають бездомними.

### Здоров'я і пенсійна страховка
Тимчасова робота зазвичай не гарантує страховки здоров'я та виплати пенсії. Низький дохід фрітера робить обтяжливими виплати за медичні витрати.
Основною проблемою фрітерів є те, що розмір пенсії нараховується пропорційно кількості років, протягом яких громадянин платить внески в пенсійний фонд, тому зазвичай розмір пенсій фрітерів невеликий, і вони змушені працювати навіть після досягнення стандартного пенсійного віку.

### Свобода вибору
Позитивна сторона фрітерства — це свобода вибору і достатня кількість вільного часу. Фрітери часто бувають зайнятими волонтерством або громадськими роботами. Якщо фрітер живе з батьками, він може витрачати зарплату на власні потреби.

### Ефект на японське суспільство
Фрітери не є членами профспілок, що дозволяє безперешкодно звільняти їх.
Частина доходу фрітерів йде на податки, таким чином, вони вносять свій вклад в розвиток економіки Японії.
Живучи в одному будинку з батьками і не маючи власної машини, фрітери менш забруднюють природу, ніж ті члени суспільства, які мають автомобіль.
Фрітери, що починають кар'єру після 25 років істотно впливають на сучасну корпоративну культуру Японії. Це може привести до зміни системи найму, що буде актуально в майбутньому у зв'язку зі старінням населення.
Низький дохід фрітерів може привести до того, що у них ніколи не буде сім'ї та дітей. Це скоротить народжуваність і може привести до економічних і соціальних проблем у зв'язку зі старінням населення, наприклад, таким, як недофінансування Японського пенсійного фонду. На сьогоднішній день, фрітери вносять занадто малі суми в пенсійний фонд, або взагалі не вносять. Ситуація може погіршитися в майбутньому, так як співвідношення працюючих і пенсіонерів скорочується, а розмір пенсій залишається колишнім.
Японський уряд заснував кілька організацій із загальною назвою Young Support Plaza, які допомогли б молодим людям знайти роботу. Дані організації надають необхідне базове навчання для пошуку роботи: як правильно скласти резюме, як вести себе на інтерв'ю з потенційним роботодавцем. Але до цих пір попит на їх послуги дуже низький.